# 贾尔瓦尔
贾尔瓦尔（Jarwal），是印度北方邦Bahraich县的一个城镇。总人口15777（2001年）。

## 人口
该地2001年总人口15777人，其中男性8319人，女性7458人；0—6岁人口3475人，其中男1800人，女1675人；识字率34.13%，其中男性为41.52%，女性为25.89%。